# Szaki (Armenia)
Szaki, orm. Շաքի – wieś w prowincji Sjunik w Armenii, kilka kilometrów od miasta Sisjan. W 2011 roku liczyła 1197 mieszkańców. W pobliżu miejscowości i znajduje się wodospad Szaki.